# White Hart Lane
White Hart Lane foi o estádio do Tottenham Hotspur Football Club. Situava-se em Tottenham, no norte de Londres. 
Em 2006, pequenas alterações foram realizadas no número de assentos, aumentando a capacidade do local para 36.230 pessoas sentadas.
Os torcedores do clube chamam o estádio por "The Lane".  O estádio foi demolido em 2017 pelo Tottenham, que construiu um novo estádio com capacidade para 62 mil pessoas no lugar do antigo, o Tottenham Hotspur Stadium, onde começou a atuar em 2019.

## História
O Tottenham Hotspur moveu-se para o White Hart Lane em 1899. O seu primeiro jogo teve o resultado de 4 a 1, contra o Notts County, com 5 mil torcedores tendo presenciado a vitória. Entre 1908 e 1972, o White Hart Lane foi um dos poucos campos do futebol inglês que não apresentavam propagandas.[carece de fontes?]
Em 1923, o gramado foi alargado para acomodar 50 mil espectadores, com todos os lugares cobertos. Na década de 1930, assistir a partidas de futebol era um passatempo muito popular e apesar do relativo fraco desempenho do time, 75.038 foram ao estádio em Março de 1938 para ver os Spurs perderem para o Sunderland, pela FA Cup.
1953 viu a introdução da iluminação artificial, que foram novamente renovadas na década de 1970 e ainda modernizadas de acordo com o desenvolvimento de tecnologias. 
Com o tempo, o Tottenham se firmou como um dos maiores clubes ingleses, o que atraiu uma assistência muito alta.
O Pavilhão Oeste foi construído no início da década de 1980, mas o projeto foi tão mal conduzido que a obra se atrasou completamente e os custos prejudicaram a situação financeira do clube.
O Pavilhão Leste (na Avenida Worcester) é uma estrutura desenhada pelo arquiteto Archibald Leitch, na década de 1930. Até a década de 1980, em sua metade havia um lugar em que se via muito bem o jogo a preços razoáveis; ela era apelidado de The Shelf. Em 1990, o Pavilhão Leste foi modernizado para a sua condição atual, mas dois suportes para telhado revelam a sua verdadeira idade.
No começo dos anos 90, houve a conclusão do Pavilhão Sul (no Park Lane) e a introdução do primeiro telão. A renovação do Pavilhão dos Associados (Norte), que chegou à via Paxton Road foi completada em 1998, fazendo a sua forma atual. Uma mudança para o Estádio de Wembley foi alvo de conversações por parte do clube, assim como negociações para a construção de um novo estádio para as Olimpíadas de 2012.
Havia também planos para aumentar a capacidade do estádio para cerca de 60 mil pessoas, com a construção já aprovada pelas autoridades inglesas. Em 14 de maio de 2017, o time fez sua última partida em White Hart Lane, na vitória por 2-1 sobre o Manchester United. O estádio foi demolido, e em seu lugar, erguido um novo com capacidade para 62 mil pessoas, inaugurado em 2019.

### Pavilhões

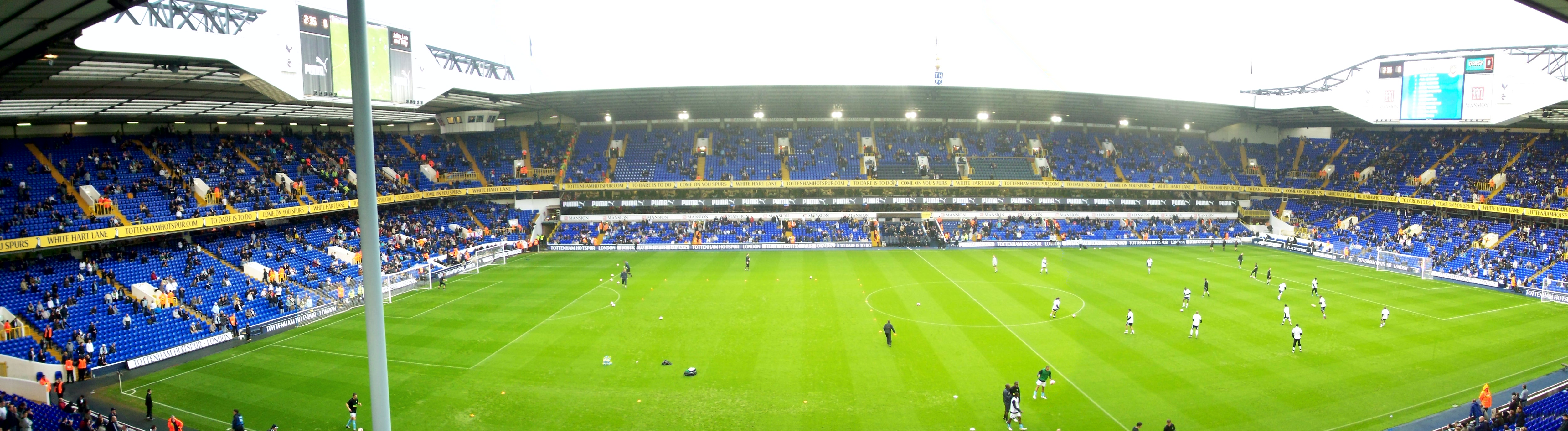
Vista panorâmica do White Hart Lane

- Pavilhão Norte - Total: 10.086 pessoas
- Pavilhão Leste - Total: 10.691 pessoas
- Pavilhão Oeste - Total: 6.890 pessoas
- Pavilhão Sul - Total: 8.573 pessoas
- Capacidade total: 36.310 pessoas (total em levantamento de 2006; alterações na configuração dos assentos podem ter aumentado a capacidade do estádio)

## Fatos
Primeira partida: Tottenham Hotspur 4–1 Notts County

Assentos para a imprensa: 82
Público recorde: 75.038 pessoas: Tottenham Hotspur versus Sunderland, FA Cup, 5 de março de 1938

## Galeria

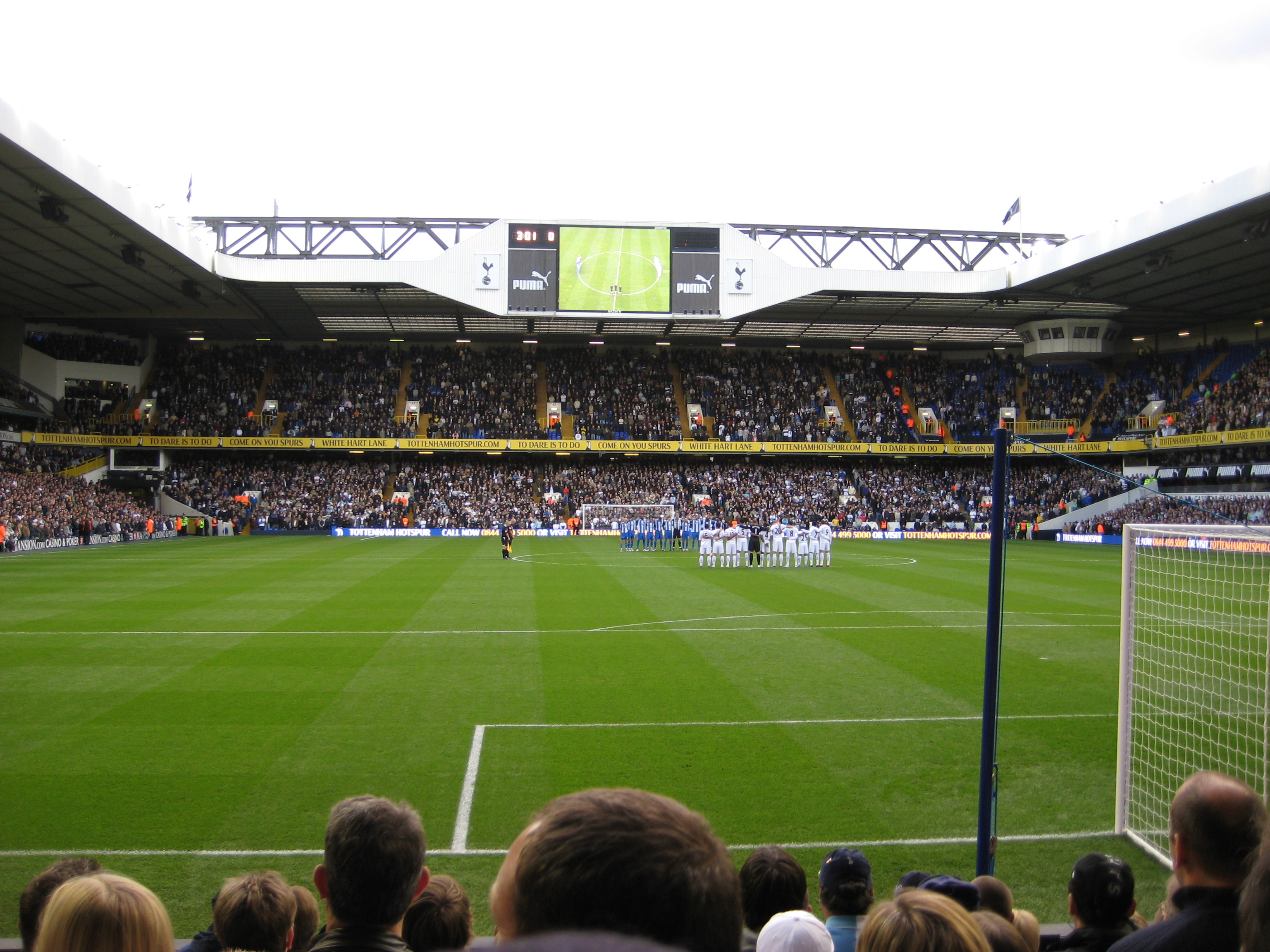
Interior
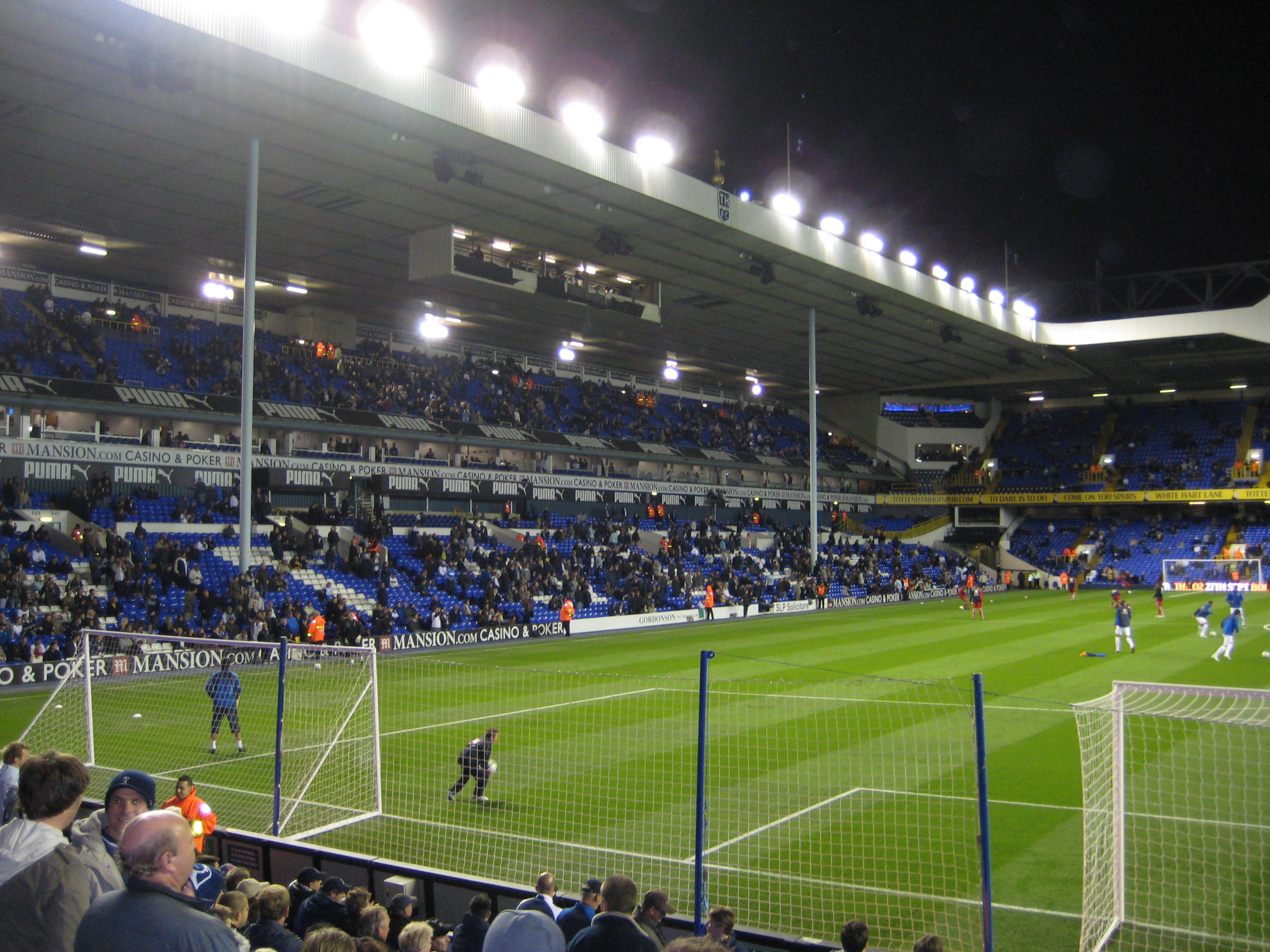
Vista do Pavilhão Leste
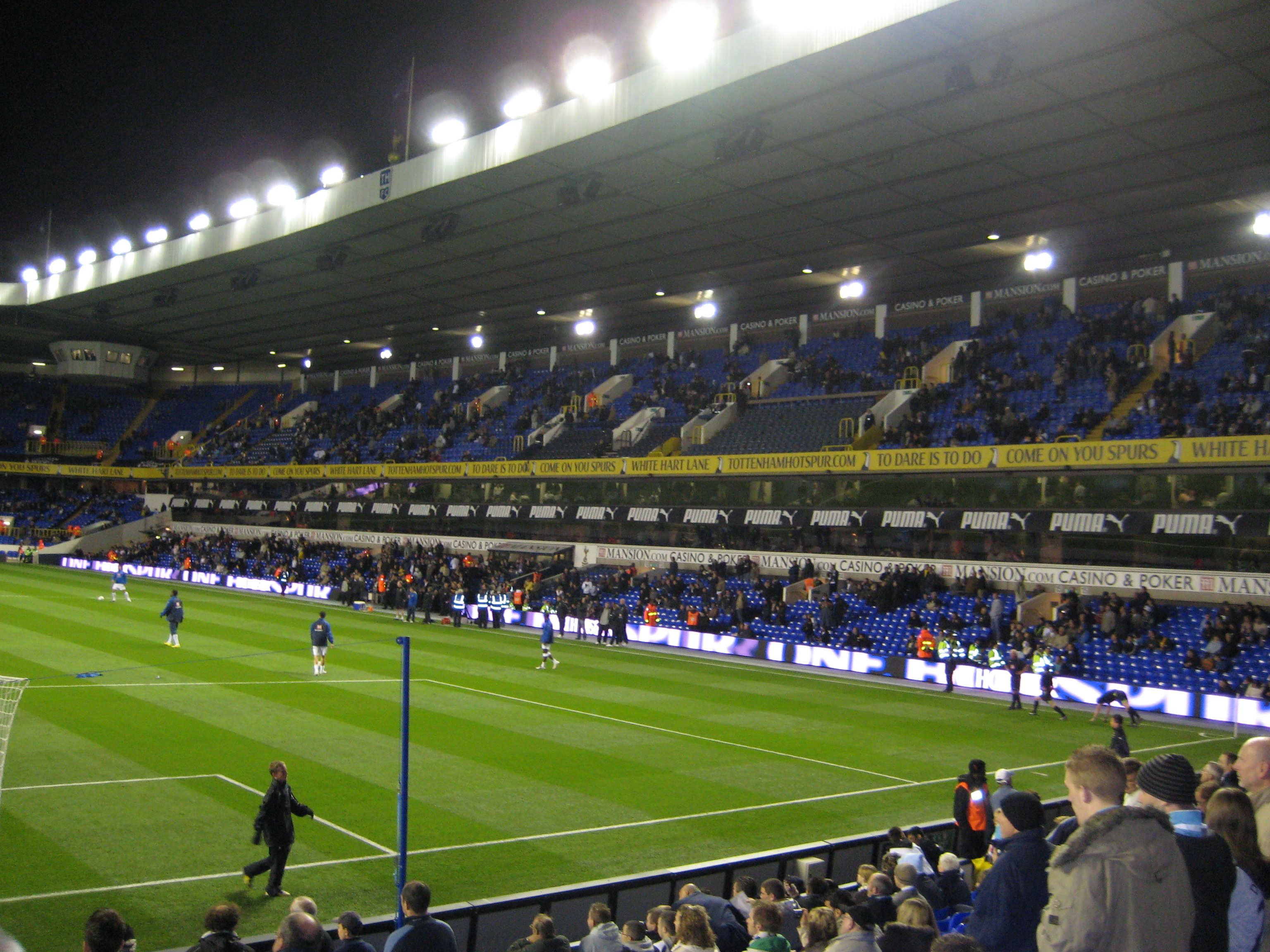
Vista do Pavilhão Oeste
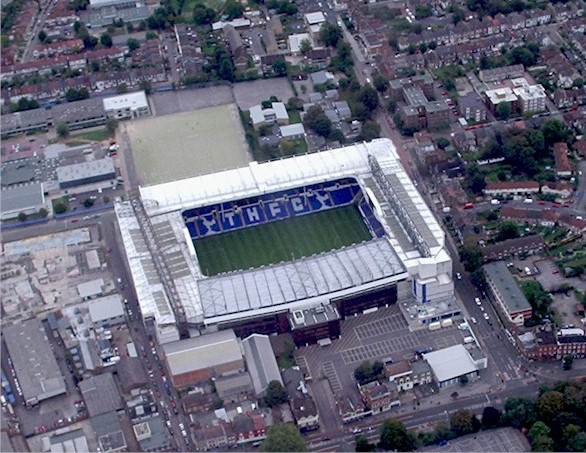
Vista aérea do estádio